# Felix Kupsch
Albert Felix Kupsch (* 20. September 1883 in Berlin; † 23. März 1969 West-Berlin) war ein deutscher Bildhauer.

## Leben

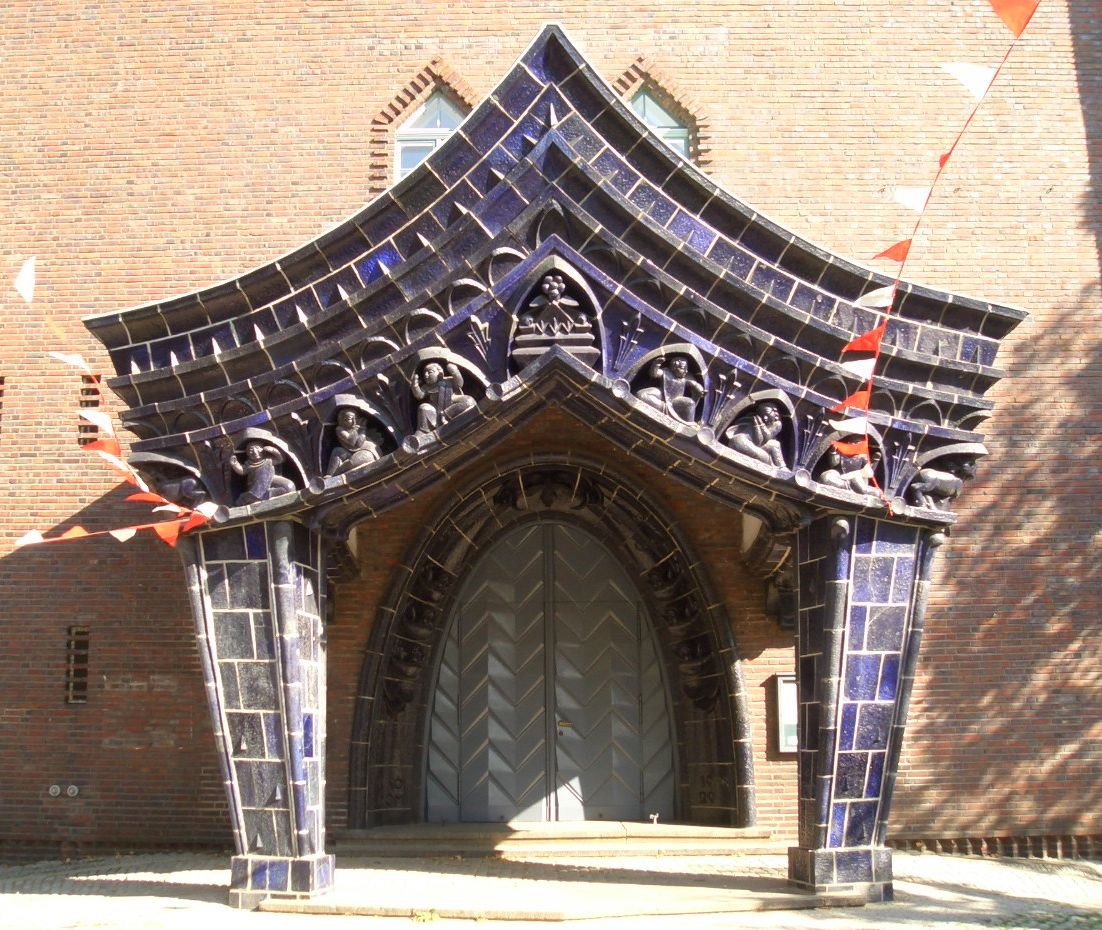
Portalvorbau der Berliner Kreuzkirche mit blauglasierter Keramik, nebst Säulenfiguren von Felix Kupsch

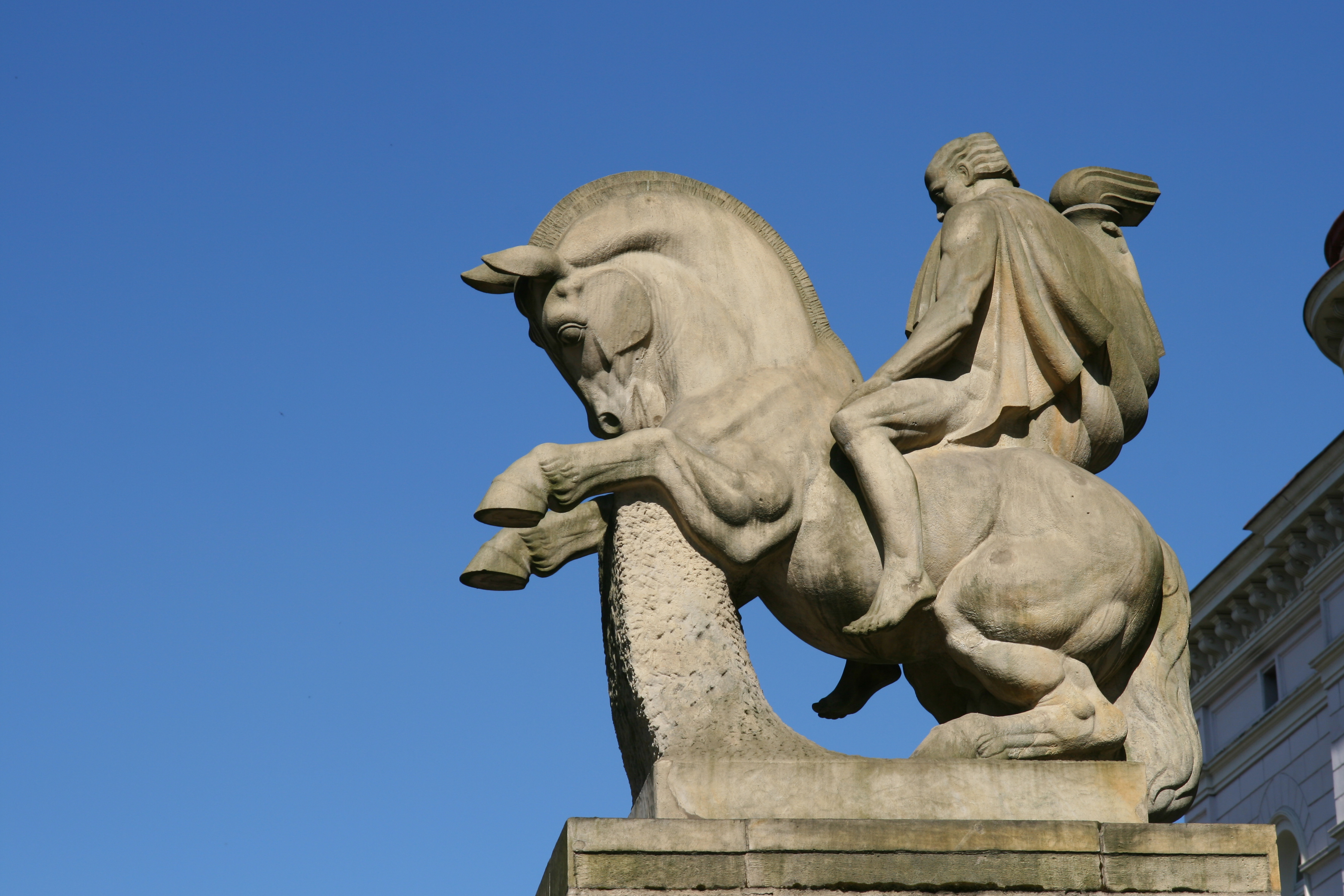
Ehrenmal für die Gefallenen der Oberpostdirektion Oppeln, 1930

Kupschs Eltern waren der Obsthändler Friedrich Wilhelm Kupsch und Auguste Emilie Kupsch geb. Kemmke, wohnhaft Stettiner Straße 46. Nach einer praktischen Bildhauerlehre arbeitete Felix Kupsch als Mitarbeiter in den Ateliers von Otto Stichling und Franz Metzner. Er nahm ein Studium an der Berliner Akademie der Künste auf, wo er von August Gaul und Louis Tuaillon gefördert wurde. Später lehrte er als Professor an der Kunst- und Handwerkerschule Berlin das Fach Bauplastik. Von Dezember 1934 bis April 1941 beteiligte er sich an der Ateliergemeinschaft in der Klosterstraße, in der unter anderem auch Käthe Kollwitz und Herbert Tucholski arbeiteten. Für die 1942 nach einem Luftangriff wiederaufgebaute Staatsoper Unter den Linden schuf Kupsch vier Atlanten im Foyer.
Am 28. Juni 1906 heiratete Felix Kupsch in Berlin-Schmargendorf die am 10. September 1880 in Neustadt-Magdeburg geborene Anna Helene Luise Schneider geb. Krüger, die am 12. März 1940 in ihrer Wohnung in Berlin-Schmargendorf starb.

## Werke
- Ullstein-Eule im Physikgebäude der Technischen Universität Berlin (vermutlich aus dem alten Ullsteinhaus in der Kochstraße)
- um 1915: plastischer Schmuck in Terrakotta am Postbahnhof (Postamt 77) in Berlin, Luckenwalder Straße 4–6
- um 1925: plastischer Schmuck in schwarzer Terrakotta am Bahnhof Friedrichstraße (bis auf kleinere Reste zerstört)
- um 1925: plastischer Schmuck über den Haustüren einer Arbeitersiedlung in Honsberg (Remscheid)[3]
- plastischer Schmuck für eine Gebäudegruppe in der Humboldtstraße in Frankfurt (Oder)
- um 1925: Plastiken Volksgesang und Feierstunde (Muschelkalkstein) im Hof der Gebäudegruppe Am Treptower Park 55–57 / Leiblstraße 19–21
- um 1925: Skulpturen Postillon und Postflieger an der Fassade des Postamts SO 36 in Berlin-Kreuzberg, Skalitzer Straße 84–92
- um 1928: Skulpturen der Hl. Monika und des Hl. Augustinus über dem Portal der Eingangshalle der kath. Kirche St. Augustinus in Berlin, Dänenstraße 17/18
- 1928: Reliefs aus Eisenklinker-Keramik am backsteinexpressionistischen Postscheckamt Breslau (Szenen aus dem Breslauer Leben, Postillionköpfe aus verschiedenen Jahrhunderten, Bauspruchband und Portalumrahmungen,[4] hergestellt bei den Ullersdorfer Werken, Nieder Ullersdorf, Kreis Sorau) (Architektur von Postbaurat Lothar Neumann)[5]
- um 1929: Eckfiguren der Vier Apostel am Turm und das Portal mit Vorbau an der Kreuzkirche in Berlin, Hohenzollerndamm 130a
Das Äußere der Kirche gilt als Höhepunkt der expressionistischen Backsteinarchitektur, ein anderer Teil des plastischen Schmucks stammt von Max Esser.
- Mitarbeit an vier Plastiken in der Bärensiedlung in Berlin-Tempelhof
- 1930: Ehrenmal für die im Ersten Weltkrieg gefallenen Beamten der Oberpostdirektion Oppeln in Oppeln
- 1932: Medaille „Ehrengabe des Berliner Sängerverein e. V. Caecilia Melodia“ mit dem Porträt des Musikdirektors Max Eschke
- 1933: Ehrenmal für die Gefallenen der Flakartillerie (Bronze) in der Lankwitzer Kaserne vor dem Emmich-Block in Berlin (zerstört, Neuguss seit 1957 auf dem Friedhof Steglitz)
- um 1936: keramischer Schmuck an der Kanzel der Lindenkirche in Berlin-Wilmersdorf, Homburger Straße 40–48
- 1935: Skulptur Lastenträger (Sandstein) an der Fassade der Anne-Frank-Grundschule in Berlin-Moabit, Paulstraße
- 1942: Atlanten im Foyer der Staatsoper, beim Wiederaufbau um 1955 entfernt.

## Galerie

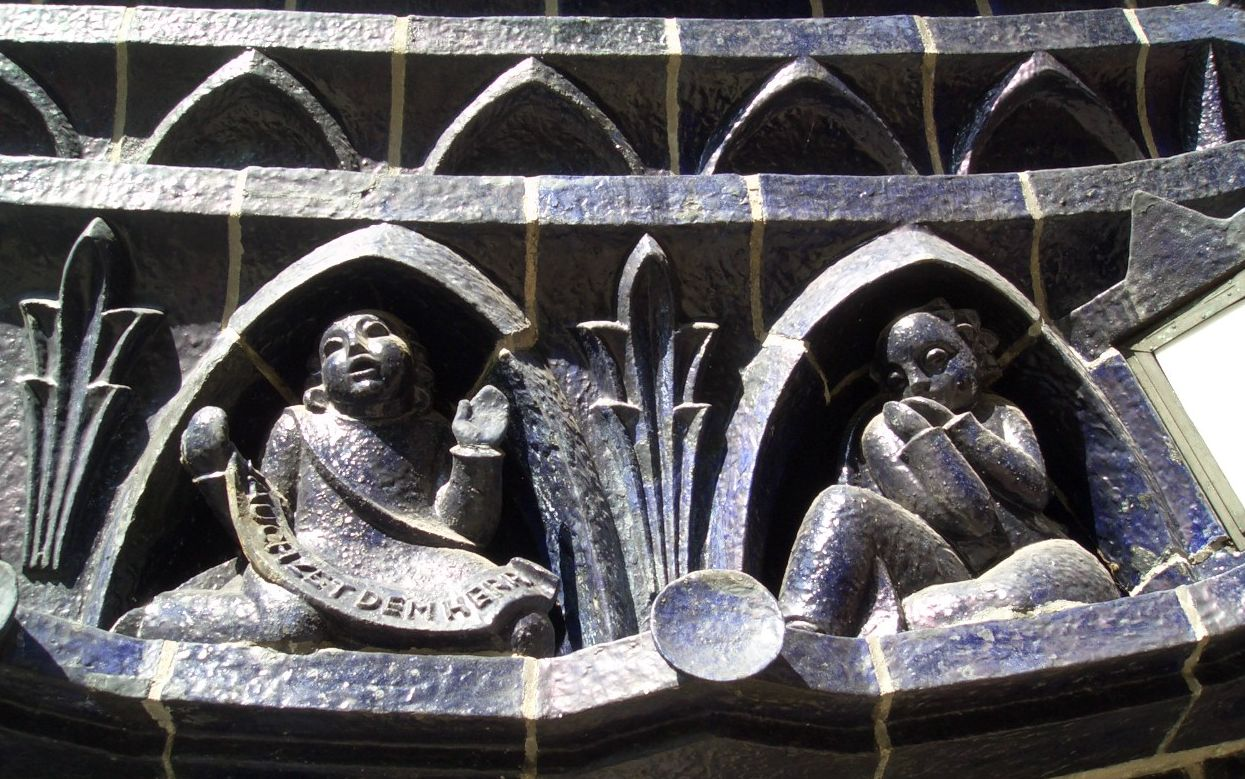
Detail vom Eingang der Berliner Kreuzkirche
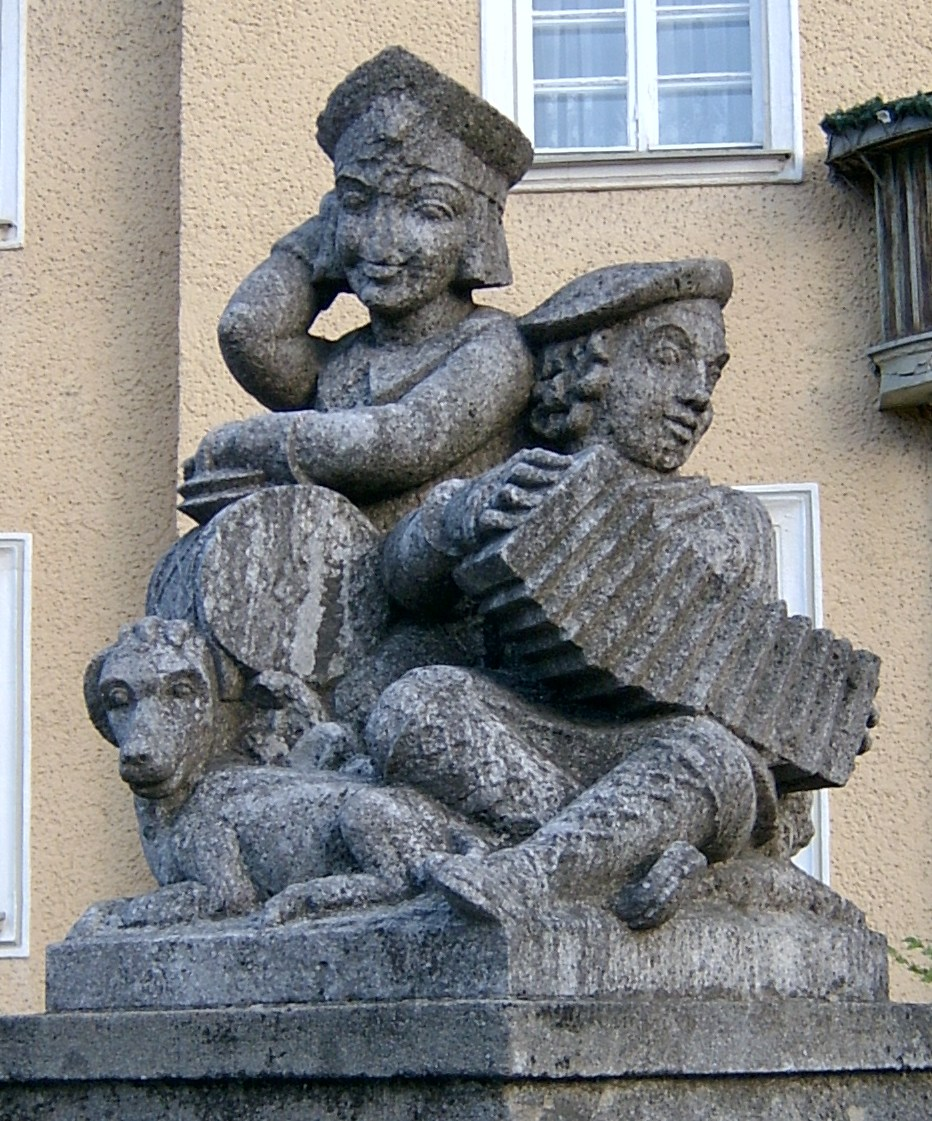
Frankfurt (Oder), Humboldtstraße / Karl-Liebknecht-Straße
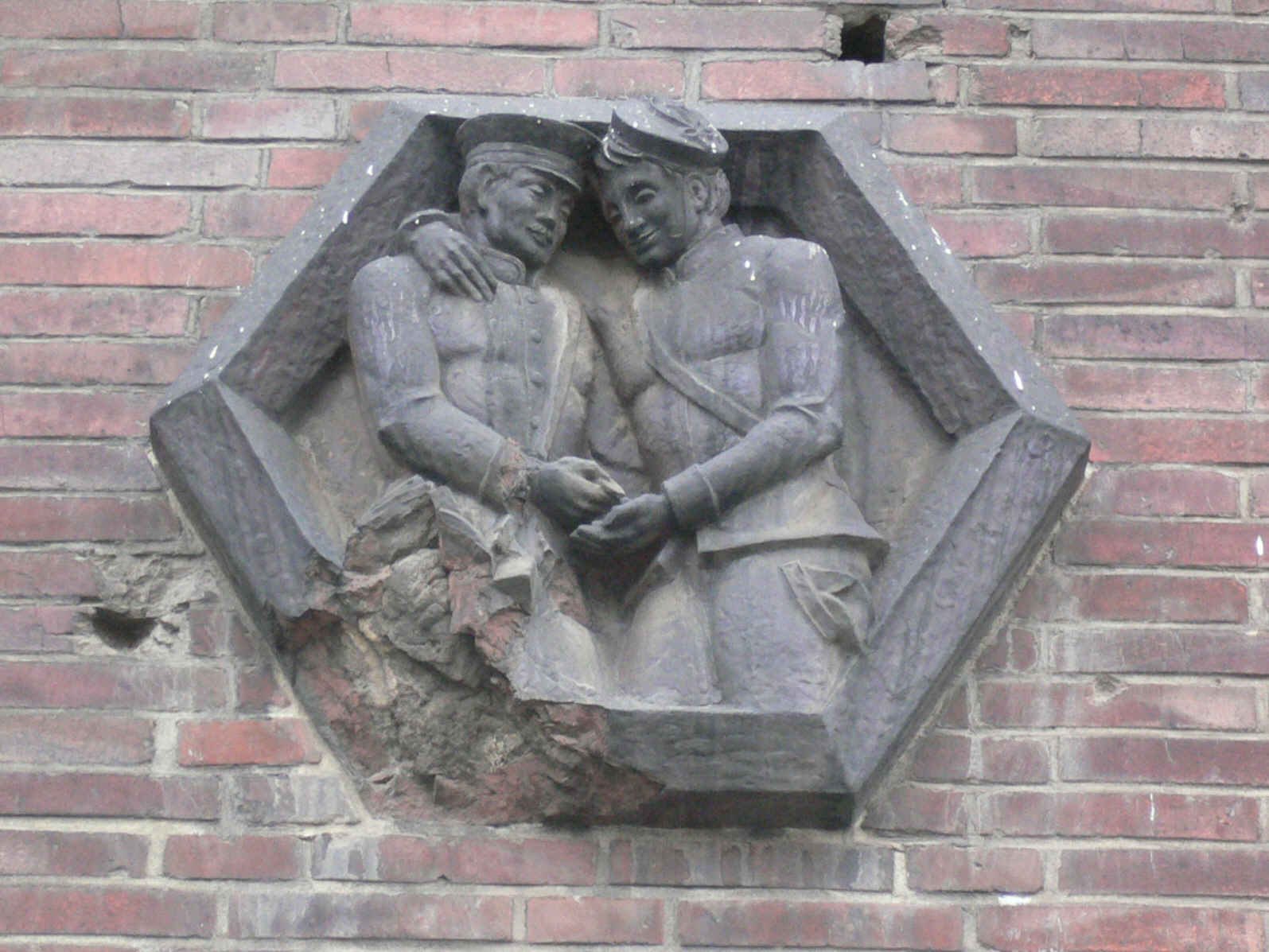
Am Postscheckamt Breslau: Ein Student (Breslauer Preuße mit Preußen-Zirkel) erhält vom Geldbriefträger seinen Monatswechsel
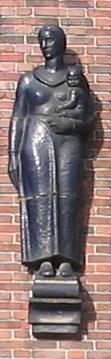
Bärensiedlung in Berlin-Neukölln: Plastik im Durchgangsbereich
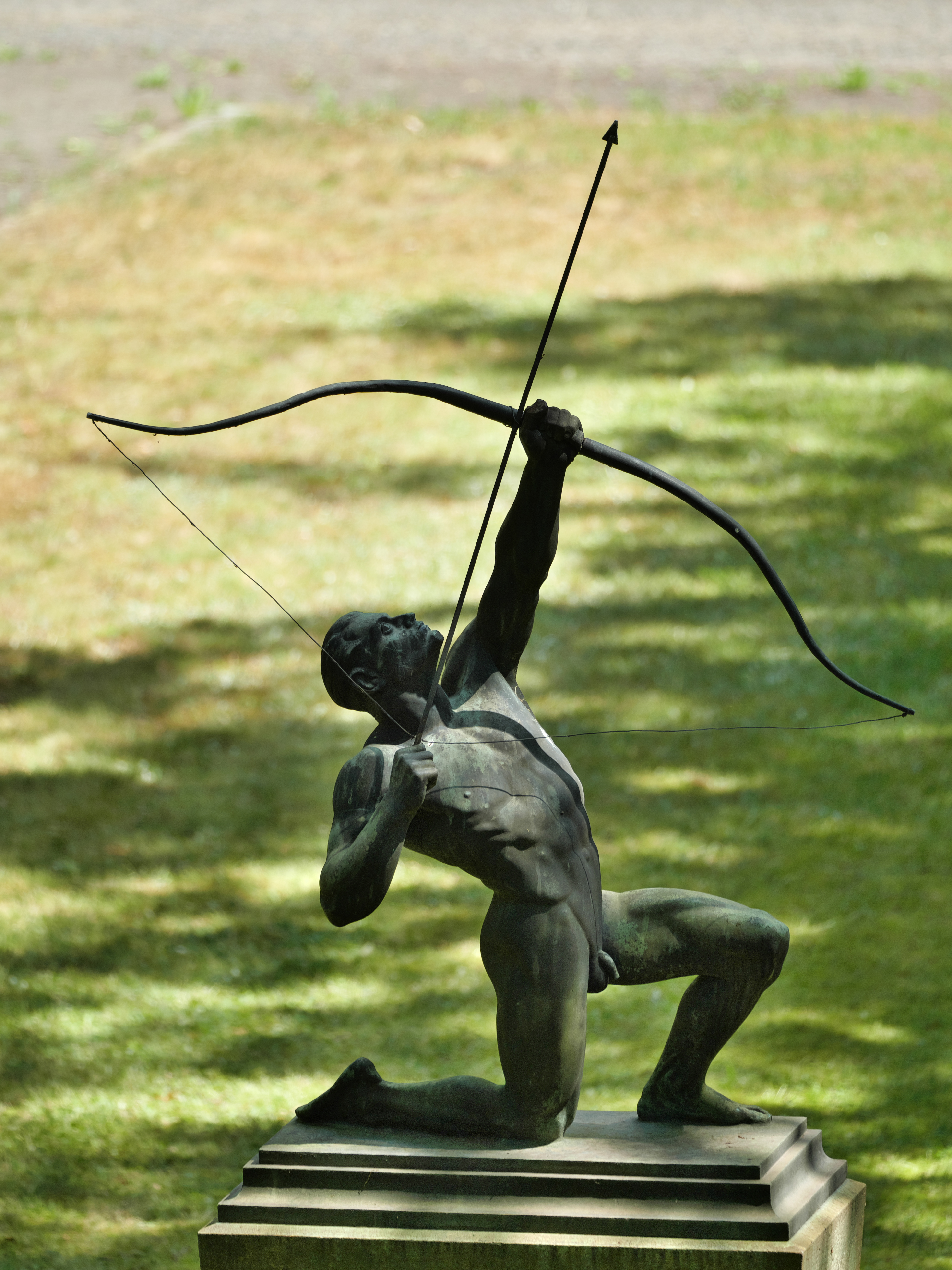
Ehrenmal für die Gefallenen der Flakartillerie, Bronze, 1933/1957
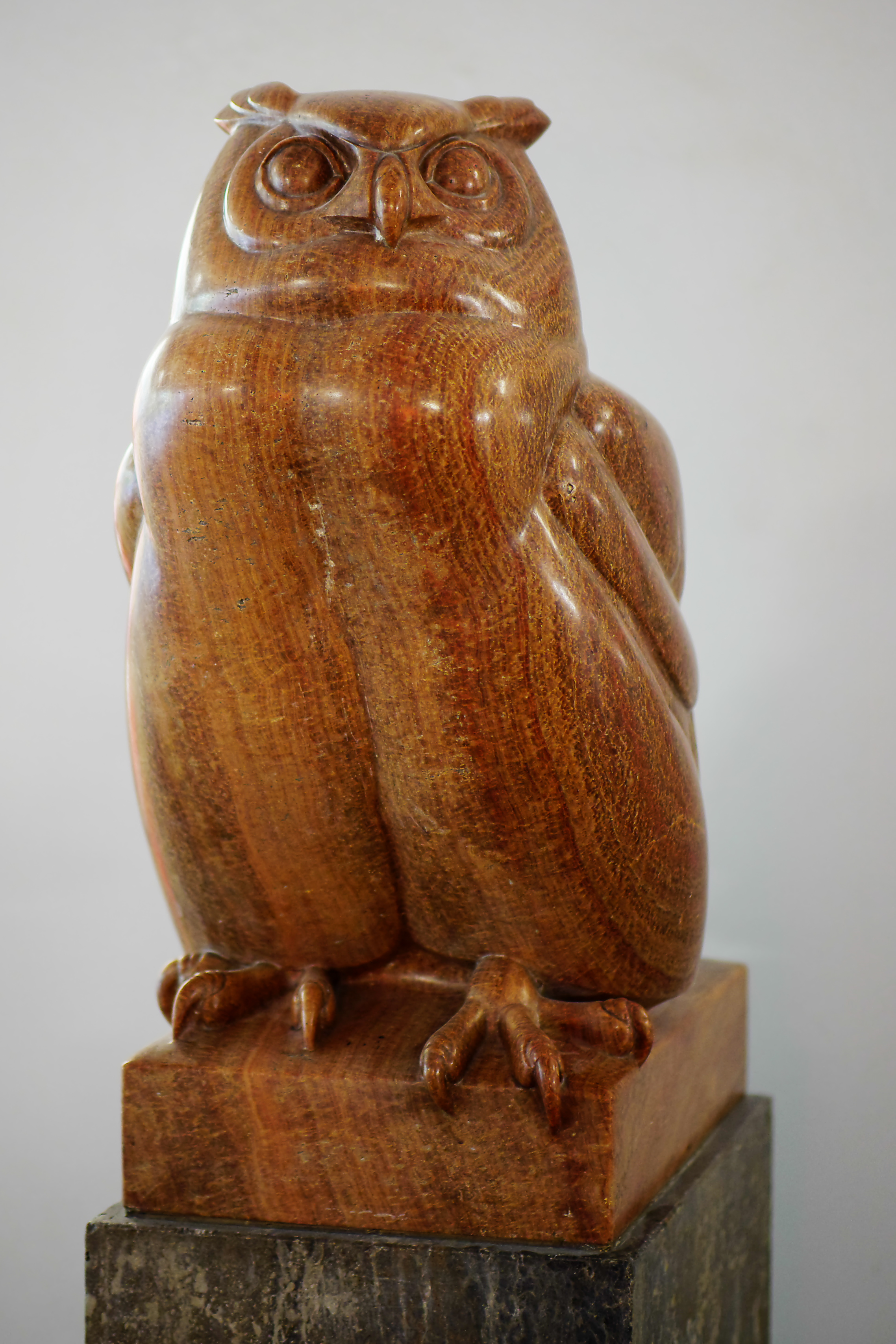
Eule aus Stalaktit im Foyer des Ernst-Ruska-Gebäudes der Technischen Universität Berlin
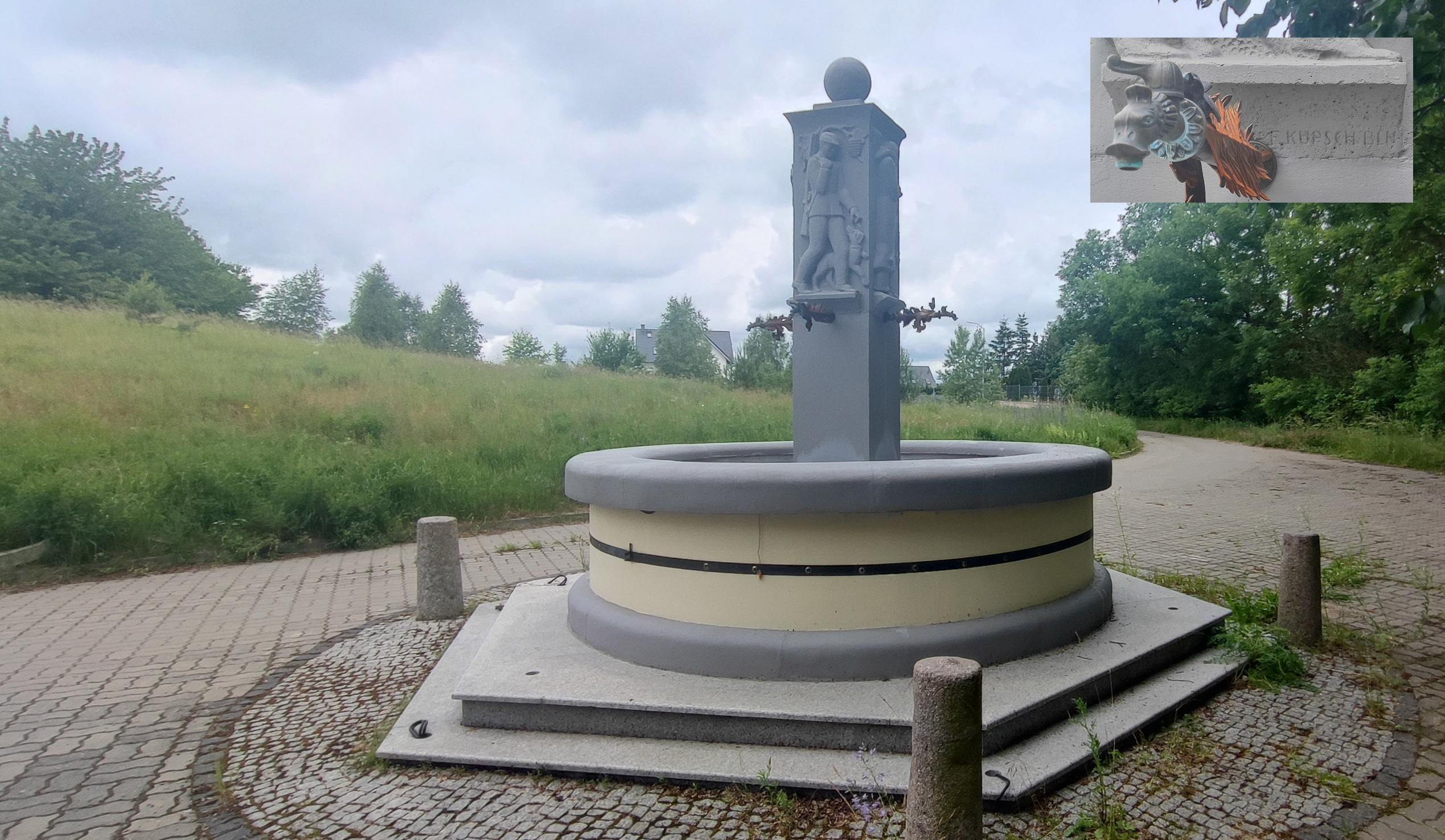
„Vier Jahreszeiten“-Brunnen in Gorzów Wielkopolski (Landsberg an der Warthe)